# Harmónia – Rend-Band Gyermekkórus & Zenekar
A Harmónia – Rend-Band Gyermekkórus & Zenekar a gyönki általános iskola tanulóiból álló könnyűzenei formáció. A zenekar 2014-ben, az énekkar pedig 2015-ben alakult meg. Közös útjuk 2016 elején kezdődött.
Zenekar vezetője: Schmidt Péter (tanár gyönki általános iskolában)
Énekkar vezetője: Häuszer Beáta (tanár gyönki általános iskolában)
A nem mindennapi zenekar sikertörténete 2017. február 17-én kezdődött az iskolai Sulifarsangon, ahol többek közt előadták a P-Mobil Menj tovább, illetve a P-Box A Zöld, a Bíbor és Fekete című dalát is.
Hatalmas siker volt már ott a teremben is és valószínűleg egy rajongójuk elküldte Schuster Lórántnak a videót. 2 héttel a felvétel után már az egész ország hallott róluk, sőt még néhány határon túli hírportál is lehozta a cikket, így láthatták őket például Szlovákiában is. Abban a pár napban minden róluk szólt. Szerepeltek a Duna Tv Család Barát című műsorában, a TV2 esti Híradójában, a Bors nevű hírlapban, rádiós interjúkban, Petőfi Tv Én vagyok itt nevezetű adásában, illetve rengeteg internetes oldalon is. 2018 decemberében a Németországi Darmstadtban és Griesheimben léptek fel.

### Oldalaik
Facebook: Harmónia – Rend-Band Gyermekkórus & Zenekar
Youtube: gyonkisuli, Harmónia – Rend-Band Gyermekkórus & Zenekar
Instagram: Harmónia – Rend-Band Gyermekkórus & Zenekar